# Мюнстер (сир)
Мюнстер фр. Munster, [mœ̃stɛʁ]), або мюнстер-жероме (фр. Munster-géromé) — французький м'який сир із коров'ячого молока з вимитою скоринкою з Вогезів та особливо традиційний сир ельзаської Мюнстерської долини (фр. Vallée de Munster) з регіону Гранд-Ест. В ельзаському діалекті його називають Minschtrkas.
Також існують окремі різновиди сиру мюнстер: німецький (нім. Munsterkäse) й американський (англ. Muenster cheese), які походять від французького сиру мюнстер.
Мюнстер — це червоний помазаний сир, традиційно приготований з сирого молока, а також з пастеризованого молока вогезької породи корів. Це один з найвідоміших регіональних сирних делікатесів Ельзасу та найвідоміший сир Вогезів. У ЄС сир внесено у перелік харчових продуктів із захищеним позначенням походженням (AOP) та може виготовлятись виключно в регіоні мюнстер або мюнстер-жероме. Різновид сир з мюнстер-жероме — це варіант сиру з боку лотаринзьких Вогезів, який відрізняється від класичного мюнстера за своєю технологією виробництва.

## Характеристика

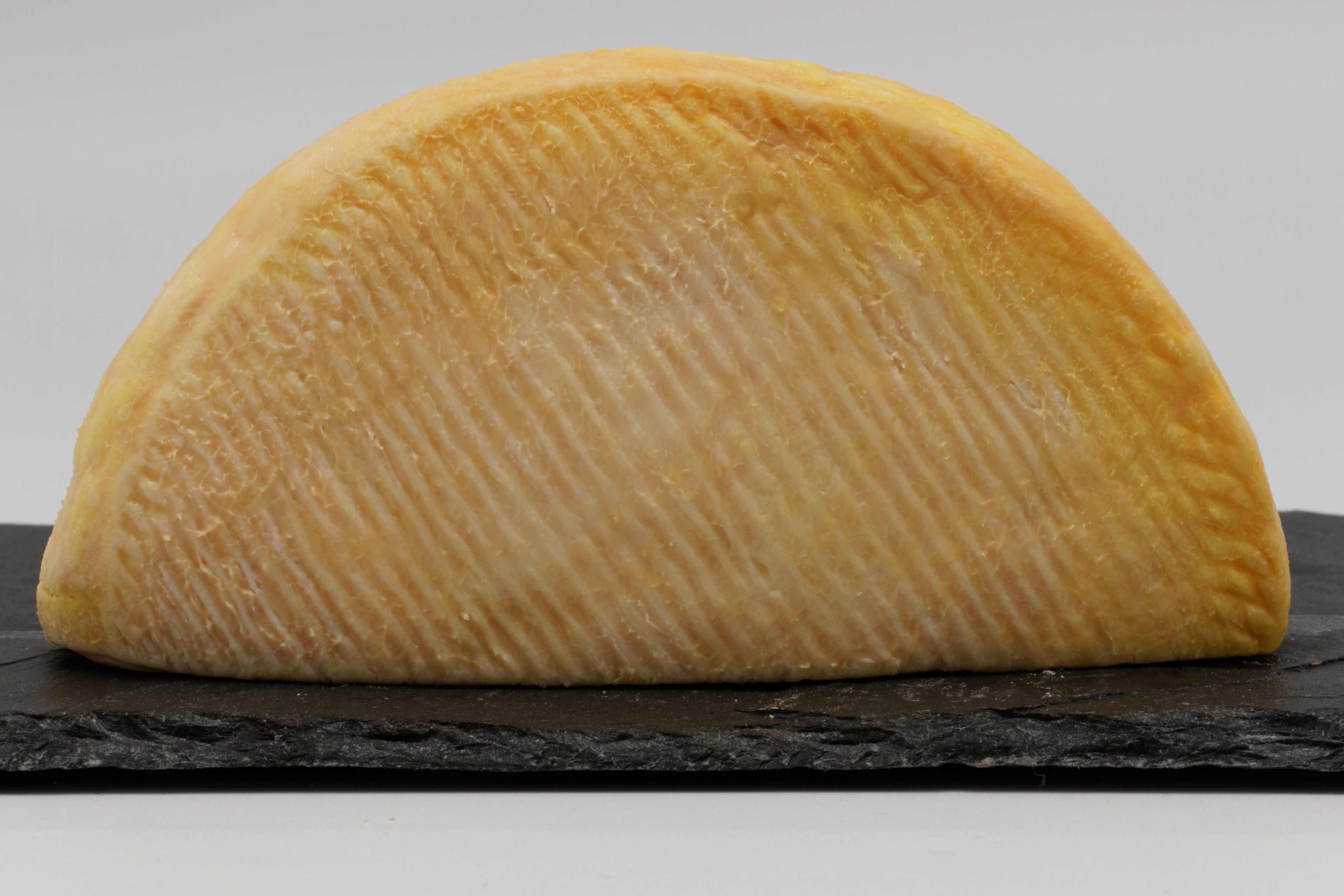
Крафтовий Мюнстер, вигляд з боку

Разом з бельгійським сиром ерв, лімбургер та ромадур, мюнстер вважається одним з найвідоміших м'яких сирів з червоною помазанкою та характеризується як малосолений сир циліндричної форми. Зазвичай це паляниці діаметром від 13 до 19 см та висотою від 24 до 80 мм. Вага становить мінімум 450 г та максимум 1000 г. Маленький мюнстер називається фр. Petit Munster, має діаметр від 7 до 12 см з висотою від 20 до 60 мм. Його вага становить близько 120 г.
Сир має тонкий червоний помазаний шар на вимитій, гладкій та трохи вологій скоринці. Скоринка жовта, помаранчева або червоно-помаранчева через червону пляму. Характеристики бактеріального шару можуть бути різними. Його можна розколоти та частково розрідити в сирних колах під час фермерського виробництва[джерело?].
Сирне тісто гладеньке, від кремово-м'якого до живого, еластичне та має колір від світло-жовтого до жовтого. У деяких виробників сирне тісто фарбують орлеанським барвником аннато, що робить його темнішим та інтенсивнішим від жовтого до жовто-помаранчевого кольору. Він не має сирних дірок, або має їх лише декілька в тісті. Сиру притаманний різкий, сильний та проникливий запах, який виникає при дозріванні. Молодий мюнстер має кремову та дещо сипучу консистенцію, на смак він «свіжий, горіховий та повний». Смак зрілого мюнстера — «міцний та повний характеру, інтенсивний та ароматний».
Жирність по сухій речовині мюнстера становить не менше 40 %, в середньому вона становить від 45 % до 50 %. Найбільш суха маса повинна мати не менше 40 % від сирної маси. Середній зміст солі в сирі становить 2,7 %, вміст кальцію — 0,22 % (відповідає вмісту кальцію в жирі та в речовині без солі, дорівнюючи 1,04 %), вміст фосфору становить — 0,18 %.
Мюнстер крім чистого виду без домішок — також виготовляється з насінням кмину (відомий як фр. Munster au cumin або фр. Munster cumé).

## Історія

### Походження та поширення
Мюнстер походить з Фехталя в районі мюнстера з Мюнстерської долини у Вогезах Ельзасу. Долина була названа «Грегорієнталь», «Мюнстерталь» або «Валле де Мюнстер» на честь ірландських, а потім італійських бенедиктинських монахів, які мешкали тут з 668 року. За традицією, навколо монастиря поселились фермери, які випасали своїх корів на високих пасовищах, безлісому та трав'яному ландшафті в цьому районі для поліпшення молочарства й відповідно, збільшення виробництв сиру. Повідомлення приблизно 850 року сповіщають про регулярне підіймання води пасовищ в цій частині Вогезів. Через це основні місця сирового промислу знаходяться на східних схилах гір, на висоті від 1000 до 1425 метрів. За традицією, 25 травня в день Урбана молочні фермери та всі зайняті молочним господарством люди вирушають в похід, щоб вивести своїх корів на високогірні пасовища.
Постійні зміни випасання корів поширили мюнстер в лотаринзький бік Вогезів, де вже були розташовані ферми та сироварні. Місто Санкт-Жерард-Маре було засноване 1285 року лотаринжцями та ельзасцями й серед людей отримало назву Жерарме, на діалекті Жероме. Жерарме став швидко розвивальним торговим центром як для ельзаського мюнстера, так і для Лотарингії жероме. Припис до мюнстера — «жероме» — офіційно визнаний 1969 року. Сьогодні м'який сир з промитою скоринкою на схід від Вогезів в Ельзасі називається мюнстер, а на захід від гірського хреба в Лотарінгії — мюнстер-жероме.
|                                                        |                                                                                            |                                                                 |
| Традиційна мюнстерська сироварня в Мюнстерській долині | Історичний набір речей молочного заводу в Мюнстері з чаном для сиру та стелажем дозрівання | Форми для сиру та скрині традиційного мюнстерського виробництва |

### Індустріалізація
Спочатку виробництво сиру здійснювалось на селянських молочних фермах, але пізніше його стали виготовляти більші сироварні та молочні заводи (молочарні). Тому сир від фермерів називають Munster fermier, а сир з молочного заводу Munster laitier. Промислове виробництво сиру на молочних заводах почалось лише на початку XX століття. 1968 року близько 400 тонн мюнстера вироблено на молочних заводах та близько 100 тонн — в сільських фермерських господарствах.
Так само як мюнстер-жероме, мюнстер та жероме теж отримали сертифікат від Контролю справжності походження 1978 року. У 1998 році мюнстер та мюнстер-жероме поруч з іншими органічними продуктами визнані такими, які потребують охорони від підробок тим самим Контролем. Ця вимога спричинена також особливими вимогами до якості, а також визначає особливі умови виготовлення мюнстера. Наприклад, порізаний сир заборонено мити або місити для набуття форми. Визначено, що існують категорії сиру: крафтові (фермерські), кооперативні та індустріальні (виробничі). Якщо сири не дозрівають на місці їх виробництва, то має бути вказано як місце виробництва, так і місце дозрівання. Виготовлення сирів обмежено департаментами Нижній Рейн, Верхній Рейн, Вогези, Мерт і Мозель, Мозель, Верхня Сона та територія Бельфор. Молоко має бути пастеризованим та цільним або сирим молоком корів вогезької породи.
Мюнстер — це один з найпопулярніших сирів Франції та станом на 2017 рік посідає шосте місце з виготовлення всіх сирів Франції. За даними Національного інституту походження та якості (INAO) кожного року виготовляється близько 6500 тонн мюнстера. Об'єми виробництва за останні роки зменшились з понад 6600 тонн 2014 року до близько 6300 тонн 2017 року. Якщо порівнювати з показниками 2005—2007 років, коли кожен рік виготовлялось понад 8000 тонн на рік, то об'єми виробництва суттєво знизились. Найбільші виробники мюнстера — Fromages Ermitage та дочірні компанії групи Sodiaal Fromagerie de Blamont та Compagnie des fromages et RicheMonts.

### Münsterkäse та Muenster cheese

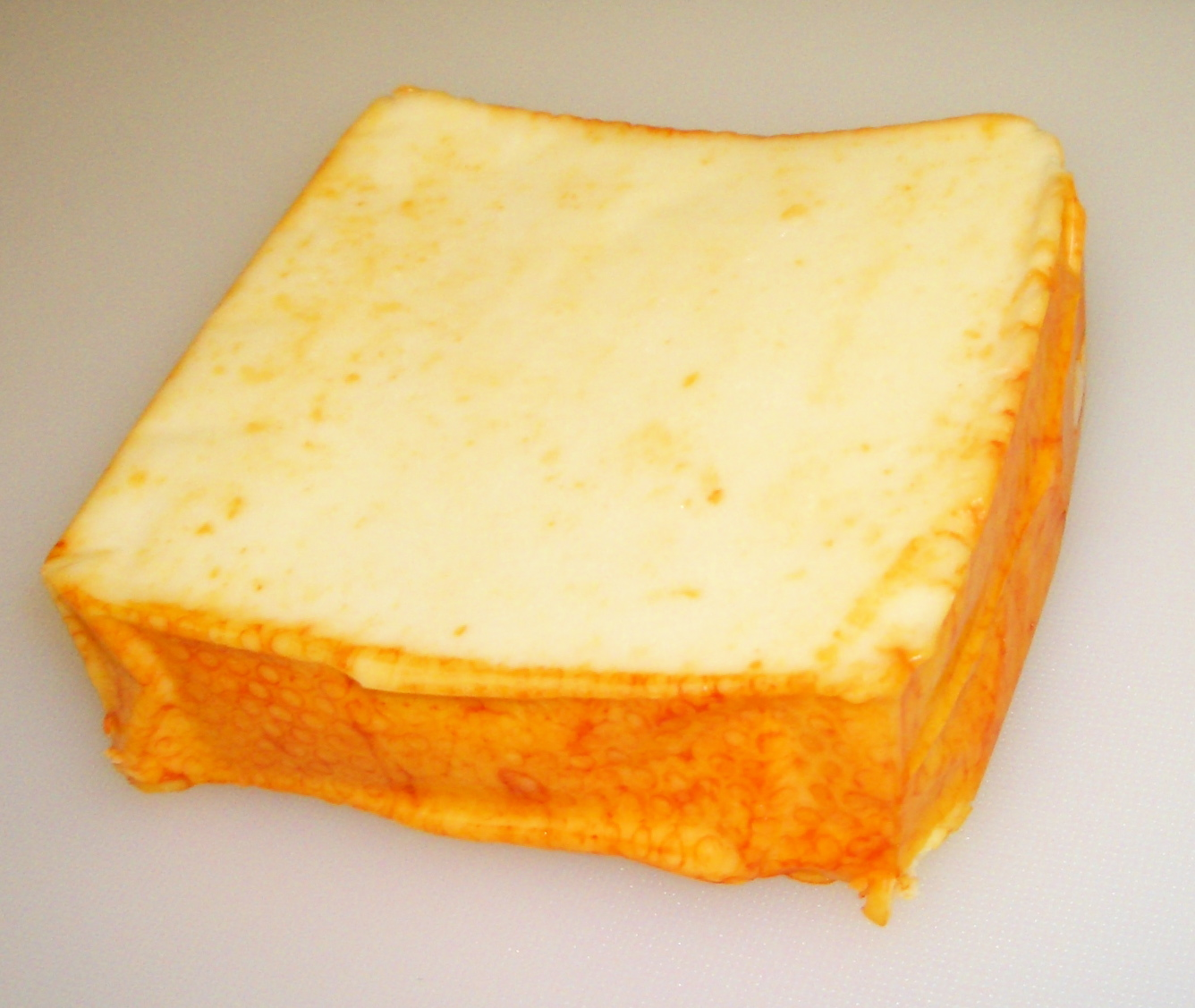
Американський Muenster cheese

Окрім мюнстер-жероме, який має підтвердження походження, існує сир типу мунстер (нім. Munster) та мунстерський сир (англ. Muenster cheese), який виготовляють в усьому світі, особливо в інших частинах Франції, Німеччини, Швейцарії, США. У Швейцарії такий тип сиру називають нім. Munster Chäs. В Сполучених Штатах сир отримав популярність завдяки німецьким мігрантам. Разом з тим процес виготовлення відрізняється від оригінального мюнстера. Наприклад, підігрів являється звичною практикою. В Німеччині виробництво сиру мюнстер вже регулюється постановою про сири в пізнішій редакції 1951 року та в чинній від 2016 року й описаний як стандартний ґатунок.

## Виробництво
Мюнстер та мюнстер-жероме традиційно виготовляють або на невеликих молочних заводах та молочних фермах, як Munster fermier, або на великих молочних заводах, як Munster laitier. Ці два способи виготовлення принципово не відрізняються. Виробництво сиру на молочних заводах у сільській місцині орієнтоване на більш ефективне виробництво. Зазвичай зі 100 літрів молока виготовляється від 12 до 14 кг сиру.

### Традиційне виробництво
Традиційним чином (на фермах) мюнстер зазвичай виготовляють один раз в день з кінця травня до початку жовтня із суміші дозрілого вечірнього молока попереднього дня з ранковим молоком вогезьких корів. Жероме, з іншого боку, виготовляється два рази на день. Сире молоко зазвичай використовують фермери. Інакше, на молочних заводах сир зазвичай виготовляється з пастеризованого та попереднього визрілого молока, хоч самі молочні продукти нічим не відрізняються. Молоко частково доводять до вмісту близько 3,4 % жирності шляхом змішування його з напівжирним молоком. Сичужний фермент, тобто додавання сичужного ферменту для осаду молочного білку відбувається з молоком, яке є трохи нагрітим або коров'ячим в мідному котлі. У східних Вогезах температура зазвичай становить від 26 до 30 °C. Потім сирну масу нарізають хрест-навхрест шаблею або сирною арфою до того часу, поки сир не перетвориться в шматочки розміром з горіх. Наостанок, його знову деформують та роблять нерухомим на 30—60 хвилин, щоб сир не міг осісти в сироватці.

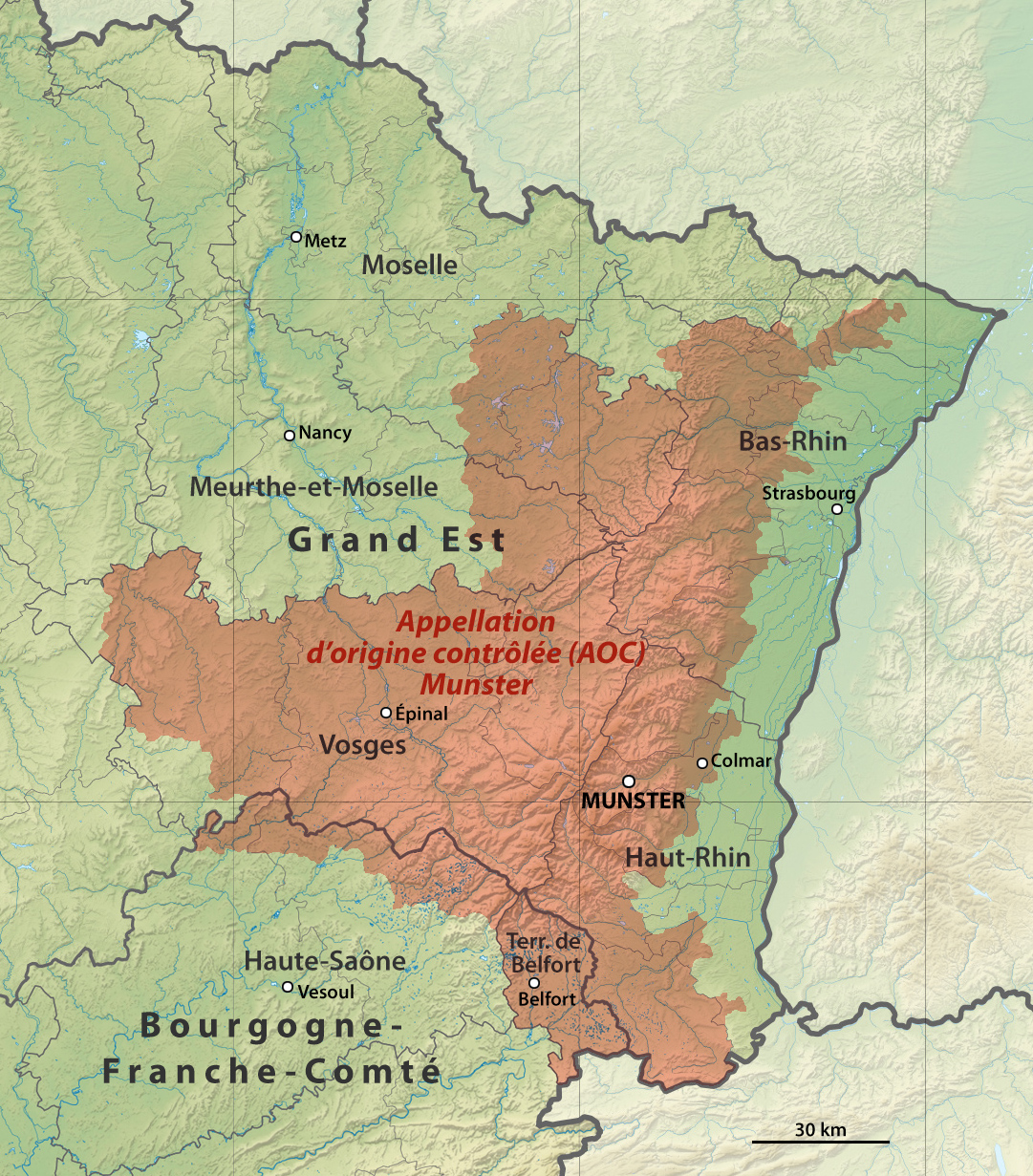
Регіони виробництва Мюнстера у Франції відповідно до визначення AOC

Потім сир вичерпують за допомогою запіканок та вкладають у форми для сиру. Деколи кмин додають у сир при черпанні, щоб приготовити вид сиру Munster au cumin. Традиційно використовувались перфоровані дерев'яні форми, рисаки, діаметром від 15 до 18 см та вистою від 8 до 10 см. Вже діаметром від 20 до 22 см та висотою в 30 см або діаметром від 36 до 40 см та висотою використовувались форму для сиру також від 15 до 18 см, які були покриті тканиною. Водночас всі вони замінювались формами з лужного або емальовано листового заліза. Приблизно після 5—6 годин буханки вперше перевертають, а ще через 5—6 годин їм надають нову форму або форми чистять від будь-якого сміття та недоліків перфорації. У перший день сирні кола перевертають чотири рази, а сироватка ще стікає впродовж три-чотири дні. Сири зберігаються при температурі від 18 до 20 °C. Взимку, коли холодніше, на долинах молочних заводів зберігають від 15 до 20 °C. В Saulxures, на четвертий день, після того, як злита сироватка, від двох до трьох днів кладуть один на одного в одній формі на один день, а потім залишки сироватки витісняються легким пресуванням.
Після пресу сир спочатку солять вручну повареною сіллю від 3 до 3,5 %; потім сири залишають сушити на вулицю на п'ять-шість днів. Потім дозрівання відбувається в погребі за температури від 10 до 14 °C на стелажах, які раніше були покриті очеретом або житній соломі, а після викладені дерев'яними сирними дошками. Сорт Munster дозріває від чотирьох до шести тижнів, Munster Petite — близько двох тижнів, а Géromé — від двох до п'яти місяців та залежить від розміру. Як червоне помазання, так і червоний культурний сир, поверхня сиру регулярно промивається (приблизно три рази на тиждень) сумішшю води та додається червоний барвник й 2—3 % повареної солі, яку солячи та змазуючи до часу дозрівання. У підсумку сир покривається жовтою скоринкою від темно-жовтого до помаранчевого кольору, викликаний бактеріями.
Пакують сир в пергамент або парафіновий папір та складають в ящики з ДСП.

### Промислове виробництво
Промислове виробництво Munster laitier на молочних заводах, на відміну від традиційного виготовлення сиру не використовує сире молоко, а пастеризоване шляхом нагрівання до 72 °C. Жирність молока становить 3,15 %, кислотність складає близько 6,5°SH або 15,5° D. В молоці частково використовують барвник Орлеан перед тим, як довести до попереднього дозрівання 0,15 % закваски. Попереднє дозрівання йде від 18 до 20 годин й цей процес робиться у великих резервуарах для збереження молока об'ємом до 30 000 літрів. Потім до молока додають елементи закваски та воно перетворюється у сирну масу. Сичужний фермент додається до молока й приблизно від 22 до 32 мілілітрів сичужного ферменту. Для концентрації сичужного ферменту: 1:10000 додається до 100 літрів молока.
Загальний час дії ферментів становить близько двох годин. Отриманий сир швидко нарізається кубиками з крайньою довжиною від 1,5 до 3 см за допомогою ножа для сиру, потім сир відстоюється й сир віддаляється від сироватки (синерезис) впродовж 3—5 хвилин. Потім сироватка знімається якомога скоріше, та приблизно після 75 хвилин після сичужний сир черпається з форми, зробленої з листового заліза, алюмінію або пластика. Одразу після заповнення форми сиру його вперше перевертають. Всього це відбувається чотири рази у перший день. Сироватка вивантажується впродовж 21—24 годин, засолювання відбувається вручну або через багаторазові солені ванни впродовж перших 36 годин до часу, поки вміст солі не досягатиме у 2 %. Сушіння відбувається впродовж 24 годин за температури 18 °C й відносної вологості 70—75 %, після чого сири залишаються та дозрівають впродовж 4—5 тижнів при 11—16 °C й відносної вологості в 90—95 %. Під час дозрівання сир миють, мажуть та перевертають через день.
Сир запаковують целофан, ламінований на пергаменті. Потім фасовані сири кладуть в картоні коробки або картоні ящики. Ящики складають в транспортні ящики та транспортують за температури 3—4 °C.

### Культура закваски та мікробіологія

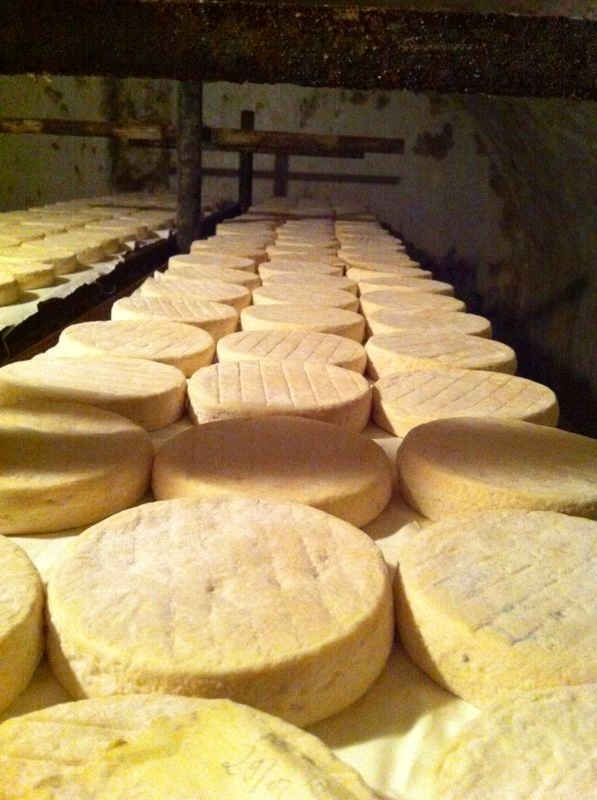
Мюнстерський сир під час дозрівання

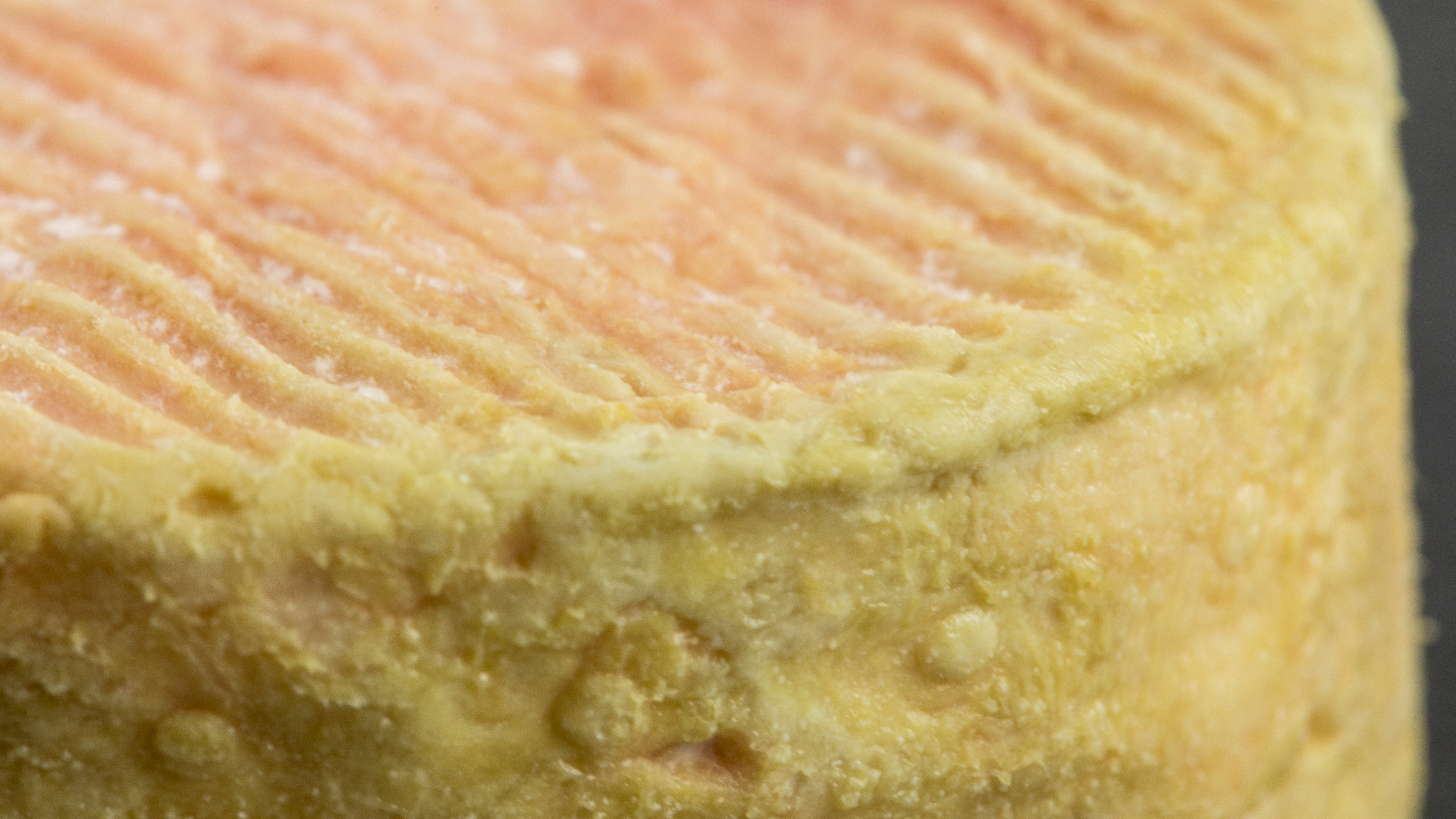
Зрілий Petit Munster: поверхня з чітко впізнаваним червоним мазком і ростом грибка

Під час дозрівання сири промивають фізіологічним розчином приблизно кожні два дні, а потім змазують червоною помазанкою, яка допомагає дозрівати й розвитку характерного смаку та запаху сиру. Мазок складається з основних культур бактерій Brevibacterium linens як найтиповіша бактерія червоного мазка, але сир також містить інші типи бактерії: Enterococcus faecium та Lactobacillus plantarum. Крім того, багато інших бактерій та грибків заселяють дозрівши сир, а отже, формують типову дозрілу флору. Перш за все на дріжджах регулярно виявляють на поверхневості дозрілих червоних мазків сирів, і спочатку вони номінують через їх стійкість до солі та кислот, коли у цей же час змазування поступово збільшує частку бактерій червоного мазка та інших бактерій, які домінують їх до кінця дозрівання сиру. Червона флора мазка також відповідає за почервоніння скоринки сиру, яка викликається утворення каротиноїдів та інших пігментів бактеріями та дріжджами під час їхнього перебування на скоринці.
Під час дозрівання білка та ліпіди інші інгредієнти молока та сиру розщеплюються. Типові продукти розпещуючись утворюють для присутніх бактерій та грибків, які накопичуються в сирі та утворюють характерний аромат, запах та смак. В залежності від типу сиру склад компонентів може сильно відрізнятись. В мюнстері, наприклад, можна виявити тіол (етіл-3-меркаптопропионат), який існує як правило лише у вині, що вказує на те, що продукт сиру є розщепленням сірої речовини амінокислот.
Окрім того, бактерії, які важливі для сиру можуть колонізувати та нейтралізувати небажані бактерії, і це перш за все Listeria та особливо Listeria monocytogenes, які можуть заражати сир. Listeria виробляє отруйні речовини та відповідно викликає отруйні дії на людський організм. Водночас вона може викликати симптоми від легкого дискомфорту до важких форм кишково-шлункового дискомфорту й гострого харчового отруєння в залежності від об'єму зараження. Отже, колонізації бактерії Listeria на сир перешкоджає сирна флора, яка є в сирі, тобто бактерія червоного мазка, і це перш за все штами Enterococcus faecium та Lactobacillus plantarum, які інгібують колонізацію шкідливих бактерій.

### Дефекти якості
Під час виготовлення мюнстера можуть виникати помилки, які впливають на якість сиру. Наприклад, неякісний дренаж сироватки через недостатньо підкислення сиру або недостатнього засолення та може викликати надмірне зростання вмісту шкідливих бактерій сир може бути вкрай жирним та мати розріджувальну шкірку. Занадто низька вологість під час дозрівання викликає висихання та розтріскування скоринка. Занадто довгий час дозрівання молока або закислення сиру може призвести до крейдової текстури сирного тіста та погіршити смак.

## Споживання й кулінарія

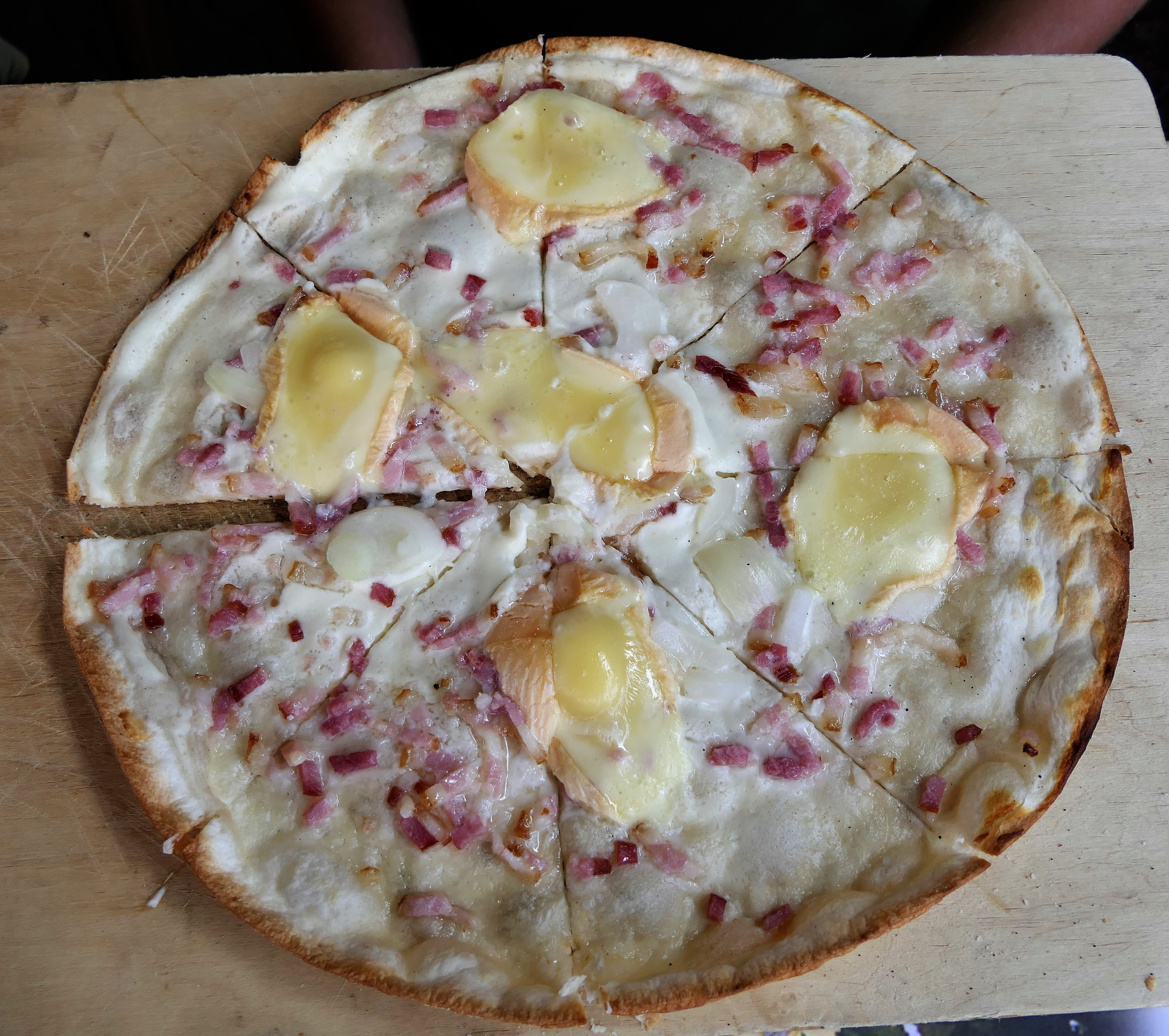
Фламбе з мюнстером

Мюнстер споживають в чистому вигляді за кімнатної температури або посипають невеликою кількістю кмину, який подається окремо. Можна подавати з цибулею або свіжим хлібом. Рекомендації визначають, що охолоджений сир не можна споживати одразу з холодильника, адже його слід спочатку довести до кімнатної температури. Сомельє Маркус Дель Монего вказав в інтерв'ю: «ароматний, міцний мюнстер або насичений рокфор — це (…) скоріше стара школа поціновувачів сиру».
Сир подається окремо або в складі сирної нарізки. В Ельзасі його також споживають як доповнення до смаженої картоплі або картоплі в мундирі, а також до печеного сиру або до фламбе (Tarte flambée au munster). Зазвичай подають традиційні ельзаські страви або ельзаське пиво (Kronenbourg), склянку кіршвассера також можна подавати з молодим мюнстером.
У путівнику по Бедекеру в Ельзасі та Вогезам сир описано як завершення типової регіональної трапези доярок, яка складається з м'ясного пирога разом із закускою та повсякденним ельзаським картопляним пирогом з копченою свиною лопаткою. Як десерт мюнстер подають зі вершковим сиром зі сливками та вишнями, а також додають у чорничний торт.
2007 року опублікований рецепт картопляного капучино з мюнстером від найкращого ельзаського шеф-кухаря Жан-Жоржа Кляйа. Мюнстерський мус готується з пташиного бульйону, сливок, арахісового масла, желатина та мюнстер розливається в сифон. Мус спіниться на пюре з теплою картоплею в мундирі з маслом, молоком або шар цибулі, посипається кмином і подається теплим.